# André Corthis

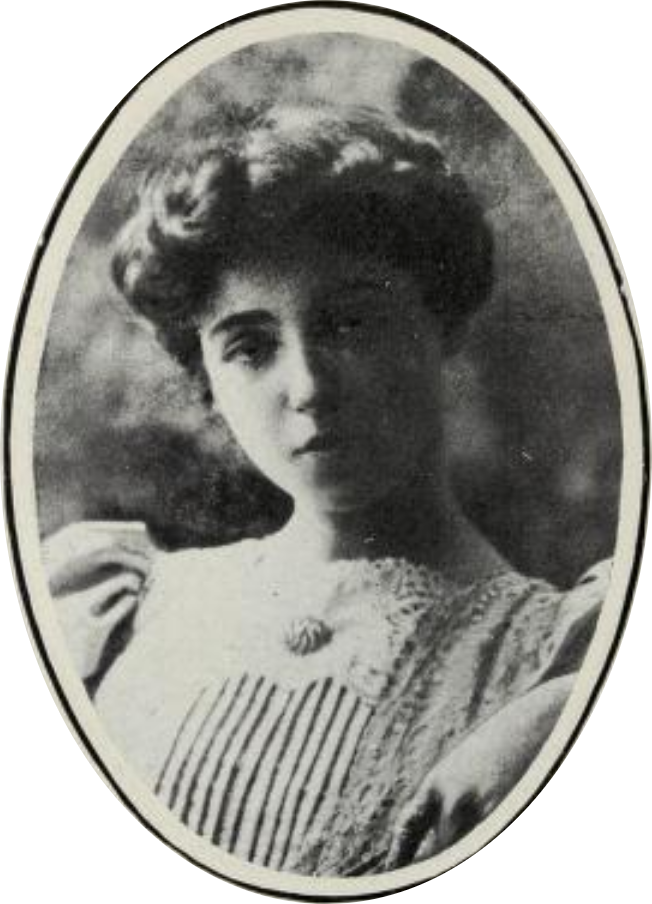
André Corthis, 1907

André Corthis, eigentlich Andrée Magdeleine Husson (* 15. April 1882 im 8. Arrondissement, Paris; † 8. August 1952 im 17. Arrondissement, Paris), war eine französische Schriftstellerin.

## Leben
Andrée Magdeleine Husson war die Tochter von Yrmette Husson und Jean Marie Husson, einem Kapitän. Sie hatte einen Bruder, Pierre, und war die Nichte der Porträtmalerin Amélie Beaury-Saurel. Sie verbrachte einen Teil ihrer Jugend in Spanien, einem Land, über das sie oft schrieb.
Bereits im Alter von zwölf Jahren begann sie, Reime aneinanderzureihen und Gedichte zu verfassen. Im Juni 2006 veröffentlichte sie, mit 21 Jahren noch völlig unbekannt, unter dem männlichen Pseudonym „André Corthis“ ihren ersten Band mit Versen, Gemmes et Moires. Sechs Monate später veröffentlichten alle illustrierten Zeitschriften ihr Porträt und alle Zeitungen druckten ihren Namen, als sie den Prix Femina erhielt, der von einer exklusiv mit Frauen besetzten Jury 1906 zum dritten Mal vergeben wurde. Das Preisgeld betrug 5.000 Franc. Das Erstlingswerk spiegelt den Einfluss von Charles Baudelaire, Henri de Régnier und vor allem Paul Verlaine auf Corthis in dieser Phase wider. Danach wandte sie sich dem Roman zu und veröffentlichte zwischen 1908 und 1951 rund 30 Werke, die zu den besten ihrer Zeit zählten.
André Corthis heiratete den Kunstkritiker und Fotografen Raymond Lécuyer (1879–1950).  Das Paar hatte mindestens eine Tochter, die später ebenfalls Romane unter einem Pseudonym („Gil Cortis“) veröffentlichte.
1920 erhielt Corthis den Grand Prix du Roman der Académie française für Pour moi seule.
Ihr Werk L'Espagne de la victoire (1941) ist eine Ode an das Spanien unter Franco.
Nach dem Tod ihrer Mutter erbte sie die Leitung der Académie Julian, die 1868 von dem Mann ihrer Tante, dem Maler Rodolphe Julian gegründet worden war. Nachdem die Académie Julian während des Zweiten Weltkriegs geschlossen werden musste, wurde sie von Corthis kurz nach dem Krieg verkauft.

## Veröffentlichungen (Auswahl)
- Gemmes et Moires (Gedichtsammlung), Éditions Fasquelle, Paris 1906.
- Mademoiselle Arguillis, Éditions Fasquelle, Paris 1908.
- Le Pauvre Amour de Doña Balbine, Éditions Fasquelle, Paris 1910.
- Le Pardon prématuré, Éditions Fasquelle, Paris 1914.
- Petites Vies dans la tourmente, Éditions Pierre Lafitte, Paris 1917.
- Pour moi seule (Roman), Éditions Albin Michel, Paris 1919 (Online).
- Sa vraie femme, Éditions Fasquelle, Paris 1920.
- La Marâtre, Éditions Albin Michel, Paris 1920.
- L'Obsédé, Éditions Albin Michel, Paris 1921.
- L'Entraîneuse, Éditions Albin Michel, Paris 1923.
- Le Pardon prématuré (= Le Livre de demain. Band 9), Librairie Arthème Fayard, Paris 1925.
- Victime expiatoire (= Le Livre de demain. Band 41), Librairie Arthème Fayard, Paris 1926.
- Tourmentes (= Le Livre de demain. Band 55), Librairie Arthème Fayard, Paris 1927.
- Les Rameaux rouges (= Bibliothèque bleue), Hachette Livre, Paris 1928.
- Passion, Librairie Arthème Fayard, Paris 1928.
- La Danseuse impassible, Les Éditions des portiques, Paris 1928.
- La Fiancée perdue, Librairie Arthème Fayard, Paris 1929.
- Pèlerinages en Espagne : Saint-Jacques de Compostelle, Salamanque, Tolède, Saragosse, Éditions Fasquelle, Paris 1930.
- La Nuit incertaine, Éditions Fasquelle, Paris 1930.
- Soledad, Éditions Albin Michel, Paris 1931.
- Appel de flammes, Éditions Albin Michel, Paris 1932.
- Le Printemps sous l'orage, Librairie Arthème Fayard, Paris 1934.
- Le Merveilleux Retour, Éditions Albin Michel, Paris 1935.
- Du couvent aux Cortès, Librairie Arthème Fayard, Paris 1936.
- Le Cœur forcé (= La Renaissance de la nouvelle), Éditions Gallimard, Paris 1936.
- La Chouette écartelée, Librairie Arthème Fayard, Paris 1937.
- Masques, Librairie Arthème Fayard, Paris 1938.
- Cris dans le ciel, Librairie Arthème Fayard, Paris 1939.
- Destinées, Librairie Arthème Fayard, Paris 1941.
- L'Espagne de la victoire, Librairie Arthème Fayard, Paris 1941.
- L'Otage, Librairie Arthème Fayard, Paris 1944.
- Séverine, Librairie Arthème Fayard, Paris 1945.
- Lettres anonymes, Librairie Arthème Fayard, Paris 1946.
- Le Mystère des Trois-Gours, Librairie Arthème Fayard, Paris 1949.
- La Mesure d'aimer, Librairie Arthème Fayard, Paris 1951.